# Gualdo Priorato
Galeazzo Gualdo Priorato ou plus simplement Gualdo Priorato (né à Vicence le 23 juillet 1606 - mort en 1678), comte de Comazzo, est un homme de guerre, héritier des condottieri de la Renaissance, diplomate et l'un des plus féconds historiens de l'Italie. Témoin important de son époque, grâce à une écriture fluide et une capacité impressionnante de recueillir les informations, Galeazzo Gualdo Priorato eut une vie extrêmement active, qui le porta à se mettre au service de plusieurs puissances. Son Historia delle guerre di Ferdinando II d'Asburgo e Ferdinando III d'Asburgo imperatori e del re Filippo IV di Spagna contro Gustavo Adolfo, re di Svezia e Luigi XIII, re di Francia (1641) le rendit célèbre dans toute l'Europe.

## Biographie
Galeazzo Gualdo Priorato, comte de Comazzo, naquit le 23 juillet 1606 à Vicence. Destiné à la profession des armes, il passa, fort jeune, en Flandre, où il servit d’abord, sous les ordres du prince d’Orange. Il se trouva enfermé dans Bréda, assiégée par les Espagnols ; et, après la prise de cette ville, il fut nommé enseigne dans le régiment français d’Hauterive. Ce régiment ayant été rappelé, le comte Ernst von Mansfeld retint Gualdo près de lui, avec le titre de capitaine de cavalerie. Mansfeld éprouva, dans la campagne de 1626, des revers qui l’obligèrent à chercher un asile en Angleterre : Gualdo l’y suivit, par un sentiment de reconnaissance ; mais il ne tarda pas à s’ennuyer d’une vie inoccupée, et résolut de repasser en Hollande. Le vaisseau qu’il montait, assailli, dans la traversée, par une tempête, fut brisé contre des rochers : il se sauva, par une espèce de prodige, avec un petit nombre de ses compagnons ; et à peine échappé à ce danger, il courut en affronter d’autres au siège de La Rochelle. Cette ville ayant enfin ouvert ses portes à son souverain, Gualdo revint en Hollande avec le régiment d’Hauterive, où il avait obtenu une compagnie. Il reçut, à l’attaque de Bois-le-Duc, un coup de pique dans le côté ; et lorsqu’il fut guéri de cette blessure, il prit parti avec quelques officiers qui allaient au Brésil tenter la fortune. Les succès des Portugais firent changer de résolution à ces aventuriers ; mais Gualdo voulut profiter de l’occasion, pour visiter Fès, Maroc et les autres villes de la côte d’Afrique. Il rentra ensuite dans sa patrie, cédant aux vives instances de son père qui l’y rappelait ; mais la guerre ayant éclaté en Allemagne, il alla offrir ses services à Wallenstein, et fit quelques campagnes sous les ordres de ce général. La république de Venise, dont il était né le sujet, lui confia, depuis, le commandement d’un corps de cuirassiers, qu’elle lui permit de conduire à l’électeur de Bavière. Ce régiment fut détruit, en 1645, à la bataille de Nördlingen ; et Gualdo, désespéré, renonça pour toujours à la carrière des armes. Il était né, sans doute, avec beaucoup d’esprit et de capacité, puisque, à peine sorti des camps, il fut chargé de missions aussi délicates qu’importantes, et qu’il les termina toutes avec succès. Les souverains s’empressèrent, à l’envi, de le combler d’honneurs. Il fut fait chevalier de Saint-Michel de France et de Saint-Marc de Venise ; le pape lui conféra le titre de noble romain ; la reine Christine de Suède le nomma son premier gentilhomme et enfin l'empereur Léopold Ier en fit son conseiller et historiographe. Gualdo avait profité de tous ses loisirs, pour s’appliquer à l’étude : parvenu à l’âge mûr, et désabusé des cours, il se retira dans sa patrie, et y consacra entièrement le reste de sa vie à la rédaction de ses ouvrages. Il mourut à Vicence, en 1678, à soixante-douze ans.

## Œuvres

Galeazzo Gualdo Priorato: Il guerriero prudente, Venezia 1640

- Istoria delle guerre degli imperat. Ferdinando II et III, successe dal 1630 al 1640, Bologne, 1641, 3 vol. in-4°. Cet ouvrage a eu plusieurs éditions.
- Istoria della vita d’Alberto Walstein, Lyon, 1643, in-4°, traduite en en latin, par Josua Arnd, et insérée dans la Trutina statuum Europæ, Rostock, 1668, in-12.
- Vita e condizioni del cardinale Mazarini, Cologne, 1662, in-4° ; Istoria del ministerio del cardinale Mazzarini primo ministro di Francia, Cologne, 1669, 3 vol. in-12. Ces deux ouvrages ont été traduits en français, en allemand et en anglais ; cependant, on leur préfère l’histoire du cardinal Mazarin, par Antoine Aubéry, parce qu’elle est plus exacte, et écrite avec plus d’impartialité.
- Istoria di Leopoldo Cesare che contiene le cose più memorabili successe in Europa dal 1656 sino al 1670, Vienne, 1670-74, 3 vol. in-fol. J. B. Comazzi en a publié un abrégé qui a été traduit en allemand ; Istoria di Ferdinando III imperatore, ibid., 1672, in-fol. Ces deux ouvrages, qui ne doivent point être séparés, sont ornés de portraits et de cartes très bien gravées ; ils sont fort rares, n’ayant jamais été mis en vente, mais seulement donnés en présent.
- Istoria delle rivoluzioni di Francia sotto il regno di Luigi XIV, dall’anno 1648 al 1654. L’édition la plus complète est celle de Cologne, 1670, 2 vol. in-4° ; on fait quelque cas, aussi, de celle qui a paru sous la rubrique de Pampelune, 1720, in-fol. Cette histoire a été traduite en anglais, par le comte de Monmouth et William Brent, Londres, in-fol.
- On a encore de Gualdo, les Descriptions des principales villes d’Allemagne, des Pays Bas et de l’Italie, le Théâtre des hommes illustres d’Italie ; les Manœuvres de la cavalerie et de l’infanterie ; le Guerrier prudent et politique ; l’histoire du traité de paix des Pyrénées et les Vies des princes de Savoie. Tous ces ouvrages sont écrits en italien.

## Publications
- Relatione delle Provincie unite del Paese Basso descritta del Conte Galeazzo Gualdo Priorato, Colonia, Appresso di Pietro de la Place, 1668 (lire en ligne).